# Copa de la Federación Soviética
La Copa de la Federación Soviética fue una competición de fútbol que tuvo una duración corta y que era similar a la Copa Soviética. Participaban exclusivamente los mejores clubes de la Liga Soviética y era similar a la Copa de la Liga que se celebra en otros países, como Inglaterra. La competición desapareció cuando se separó la Unión Soviética.
El Dnipro Dnipropetrovsk de Ucrania, fue el único equipo que logró ganar la competición en dos ocasiones. Los equipos de Ucrania ganaron 3 ediciones, los de Rusia 1 edición, y los de Kazajistán en otra ocasión.

## Finales
| Temporada | Campeón               | Resultado | Finalista             | Sede de la final                         |
| --------- | --------------------- | --------- | --------------------- | ---------------------------------------- |
| 1986      | Dnipro Dnipropetrovsk | 2 - 0     | Zenit Leningrado      | Stadionul Republican, Chisináu, Moldavia |
| 1987      | Spartak Moscú         | 4 - 1     | Metalist Járkov       | Estadio Olimpiski, Moscú, Rusia          |
| 1988      | Kairat Almaty         | 4 - 1     | Neftchi Baku          | Stadionul Republican, Chisináu, Moldavia |
| 1989      | Dnipro Dnipropetrovsk | 2 - 1     | Dynamo Minsk          | Estadio Meteor, Dnipropetrovsk, Ucrania  |
| 1990      | Chornomorets Odessa   | 2 - 0     | Dnipro Dnipropetrovsk | Estadio Chernomorets, Odesa, Ucrania     |

## Títulos por club
| Club                  | Campeón | 2° | Años campeón |
| --------------------- | ------- | -- | ------------ |
| Dnipro Dnipropetrovsk | 2       | 1  | 1986, 1989   |
| Kairat Almaty         | 1       |    | 1988         |
| Spartak Moscú         | 1       |    | 1987         |
| Chornomorets Odessa   | 1       |    | 1990         |
| Zenit Leningrado      | -       | 1  | ---          |
| Metalist Járkov       | -       | 1  | ---          |
| Neftchi Baku          | -       | 1  | ---          |
| Dynamo Minsk          | -       | 1  | ---          |